# Roel Kyvelos
Roel Kyvelos (Rotterdam, 12 november 1969) is een Nederlands acteur.
Kyvelos werkte als model voor modellenbureau Max Models. Na een korte film over de luchtmacht en een commercial voor bierbrouwer Heineken kreeg hij in 1997 de rol van Nick Sterman in de soapserie Goudkust. Een jaar later volgde een gastrol in de politieserie Baantjer. Na zijn carrière als acteur heeft hij de opleiding bedrijfskunde gevolgd aan de Erasmus Universiteit in Rotterdam.